# Ezio Baribbi
Ezio Baribbi (Cellatica, 25 febbraio 1947) è un pilota automobilistico italiano, particolarmente noto nell'ambito delle cronoscalate.

## Biografia
Nonostante abbia corso quasi solo in Italia, senza mai prendere parte al Campionato europeo della montagna, Baribbi è considerato uno dei più talentuosi piloti del genere. Dal 1985 al 1988 ha vinto consecutivamente quattro campionati italiani della montagna, di cui tre assoluti ed uno di classe, ossia riservato alle sole vetture prototipo.
Baribbi può vantare oltre 150 vittorie all'attivo, ed è stato il protagonista delle cronoscalate italiane tra gli anni 80 e 90 del XX secolo, entrando in competizione con Mauro Nesti, il più vincente pilota italiano del genere.
Il nome di Baribbi è legato particolarmente alle cronoscalate del centro-sud Italia, come la Sarnano-Sassotetto; ma più nello specifico quelle sarde, in quanto ha vinto le gare più prestigiose di questa regione, ossia la Iglesias-Sant'Angelo, la Cuglieri-La Madonnina per 4 volte, di cui detiene anche il record del tracciato con 3'58"59, e la più blasonata Alghero-Scala Piccada con 9 successi, di cui 4 consecutivi.
Nei primi anni 80 ha corso anche nel campionato mondiale sport-prototipi, partecipando alla 1000 km di Monza.
Si è ritirato dalle competizioni nel 2004.